# 菊池一族・迫間の滝黄金伝説

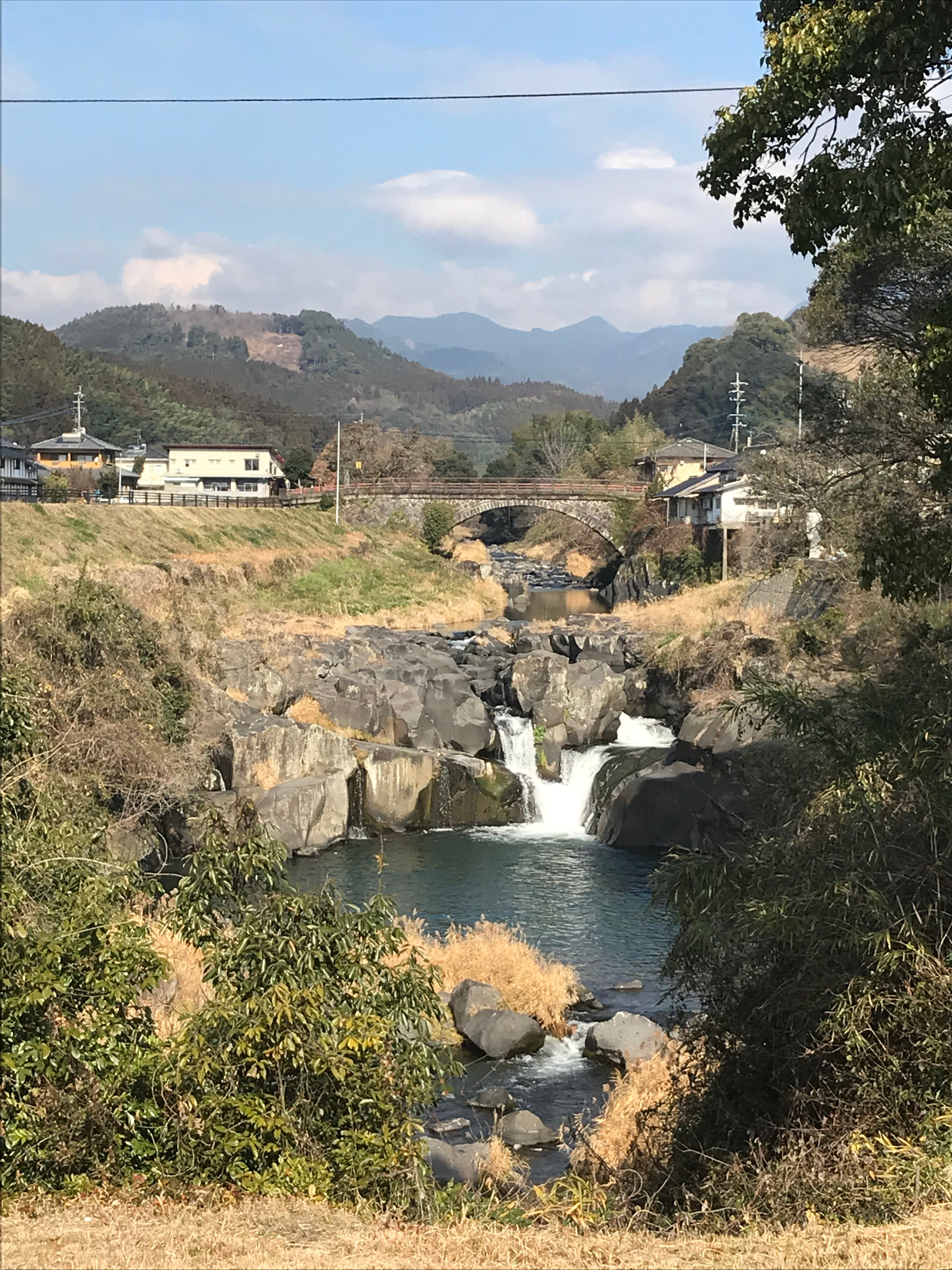
迫間の滝

菊池一族・迫間の滝黄金伝説（きくちいちぞく・はざまのたきおうごんでんせつ）は、熊本県菊池市に伝わる埋蔵金伝説。

## 概要
菊池市には、迫（はざま）という地名があり、この地を治めていた菊池一族の菊池五郎経平公が迫地区を拝領し、迫姓を名乗っていた。菊池一族が戦いに敗れ、東北岩手や宮崎西米良などに落ち延びられた。その当時、由緒ある品物や財宝は背負って山を越え、谷を渡った。落ち延びていく折、家来に荷物を背負わせたが、どうしても運べないものを、近くの「迫間川の滝に沈めた。」事実を口伝で代々伝えられているとのことである。